# André Sanz
André Sanz de Oliveira (Salvador, 10 de setembro de 1967) é um canoísta brasileiro.
André venceu o circuito U-6, junto com o canoísta Sérgio Parada. Nos metros de distância de 1m e 30 quilos a canoa usada por ele era do estilo Stroek-33. Era canoísta pelo Clube de Regatas do Flamengo, integrado no Rio de Janeiro. Participou da canoagem do Esporte Clube Vitória.
Atualmente é comentarista do canal SporTV e da Rede Globo desde 2000, nos Jogos Olímpicos.